# Convicción (diario de Buenos Aires)
Convicción fue un diario de Argentina, fundado en la Ciudad de Buenos Aires el 1 de agosto de 1978. Hugo Ezequiel Lezama y Mariano Montemayor fueron, respectivamente, director y subdirector del mismo. Era un matutino editado en tamaño tabloide que dejó de aparecer a mediados de 1983. La tirada del diario llegó a 20 mil ejemplares y subió hasta 40 mil en la época de la Guerra de Malvinas. Durante toda la trayectoria de la publicación gobernó Argentina una dictadura militar, de cuya primera Junta Militar formó parte el almirante Emilio Eduardo Massera. 

## Orientación ideológica
El diario se presentó como “el diario del extremo centro” que no era “ni marxista, ni fascista, ni peronista, ni populista”. Según Claudio Uriarte –periodista que escribió el libro Almirante Cero. Biografía no autorizada de Massera, el diario:

“se programó como la plataforma del lanzamiento político de Massera….y también el canal desde el cual se impartían meditados semones editoriales a la clase política, a los empresarios y a las Fuerzas Armadas”

Había notas reivindicando los derechos de los gais y lesbianas que se publicaban en la sección Espectáculos y también notas contra la censura cinematográfica. Se publicaban reseñas de obras y películas lo que se daban en el extranjero pero estaban prohibidas en el país. También artículos sobre violencia y mujer y sobre actualidad del psicoanálisis y la filosofía.
El diario promovía una línea equidistante de los Estados Unidos y de la URSS. Los editoriales tenían un sesgo admonitorio en temas militares; de crítica en los problemas de gestión; de apología al hablar del proceso militar y en especial de la Marina. Los sermones al régimen tenían el propósito de demostrar el poder que todavía conservaba Massera. El único tema sobre el que expresamente no se podía escribir en ningún lado era el referido a los derechos humanos. 
El diario justificaba el golpe de Estado del 24 de marzo de 1976 dado por las Fuerzas Armadas, único actor no “contaminado” por la fragilidad institucional de la etapa democrática, por la situación histórica y de emergencia que vivía el país en ese momento y la corrupción e incapacidad del gobierno para hacer frente al “peligro subversivo”.
Dado que la preexistente había sido una democracia “inmadura” y “débil”, era necesario prolongar el gobierno militar para evitar reaer en un gobierno con tales características. Convicción consideraba “la lucha contra la subversión” como una guerra excepcional que requería una respuesta también excepcional por parte del Estado, por lo que nunca podrían haber incurrido en “excesos” ni era admisible una revisión de lo actuado por ellas. 
Si bien el diario brindó un espacio privilegiado a algunos discursos públicos de Massera y un tratamiento especial a su figura, aunque sin caer en elogios desmedidos y, sobre todo, haciéndose eco de la dura crítica a la economía especulativa estimulada por Martínez de Hoz, no hizo de la proclamación del proyecto político y candidatura presidencial de Massera el objetivo excluyente de su existencia como medio periodístico.
Desde finales de 1981, cuando se inician los planes de recuperación de Malvinas, el director Lezama sabía de ellos y el diario empezó a alertar de que algo muy importante va a pasar en el Atlántico Sur. 
Cuando se acercaba la etapa de traspaso del poder, los editoriales de Convicción reclamaban mantener la unidad de las Fuerzas Armadas y darle un rol institucional de tutelaje a la futura democracia. Otro reclamo clave era la no revisión de lo que llamaba la “represión ilegal”. En 1983 insiste reiteradamente en que “todos somos responsables de lo que pasó”, la sociedad apoyó el golpe y sabe que demandó que las Fuerzas Armadas hicieran lo que hicieron.

## Secciones de la publicación
Se publicaron notas especiales sobre Günter Grass, Milan Kundera, Marcel Proust, Alejandra Pizarnik, Andy Warhol, Freud al cumplirse 40 años de su muerte escrita por Germán García y un suplemento dedicado a Martin Buber. Había espacios para el panorama teatral, cinematográfico y de la plástica porteños. Hugo Becaccece tenía a su cargo una sección muy divertida con citas de Merleau Ponty y Sartre. 

## Periodistas del diario
El director del diario fue Hugo Ezequiel Lezama, que antes había ejercido la misma función en las revistas Atlántida y El Hogar creía que los mejores diarios burgueses son los que están redactados por periodistas de izquierda, de modo que contrataba a quienes escribieran bien y no plantearan problemas sindicales y reservaba para sí la labor de bajar la línea política. Su modelo era La Opinión –en ese momento ya con intervención militar- y pretendía hacer desde una posición de centro-derecha lo que Timmerman había hecho desde la centro-izquierda. La diagramación vertical, el formato de tabloide, la abundancia de notas firmadas y los títulos generalmente largos también lo acercaban a la apariencia de aquel periódico del cual, por ejemplo, atrajo –triplicando sus sueldos- la casi totalidad de los integrantes de la sección artes y espectáculos.
En definitiva, con una edad promedio de 30 años el cuerpo de redactores tenía una parte importante con formación política de izquierda, otra similar de origen peronista y además algunos radicales. 
En el diario se desempeñaron periodistas de las más diversas ideas, entre los que estaban Marcelo Araujo (Deportes), Jorge Castro  (columnista de política nacional, jefe de editoriales y asesor de la dirección), Luis Domeniani (Economía), Carlos "Charly" Fernández (información nacional y secretario general de Redacción, Enrique Macaya Márquez (Deportes), Jorge Manzur, Marcelo Moreno (secretario de redacción Artes y Espectáculos), Juan Carlos Montero, Daniel Muchnik (secretario de redacción Economía), Juan Carlos Pérez Loizeau (Deportes), Mauro Viale (Deportes), Fernando Niembro (Deportes), Alejandro Horowicz (Internacionales), Marcelo Zapata (Cine), Roberto Pagés (Cine), Ernesto Schoo (editor Artes y Espectáculos), Claudio Uriarte, Any Ventura (Artes y Espectáculos), Héctor Grossi, quien ejerció la subdirección y Eduardo Vior entre otros.

## Trabajo de detenidos
Carlos García y Alfredo Margari, integraron la columna Norte de Montoneros y fueron secuestrados en 1977.
García fue torturado en el sótano de la ESMA porque lo confundían con Roqué, que en realidad había muerto unas semanas antes. Un día, al igual que Margali, les soltaron las cadenas y sacaron los vendajes de los ojos, y los llevaron a trabajar a la sala de fotografía primero y a una pequeña imprenta después, siempre en el predio de la ESMA; y a la noche volvían a encerrarlos.
Más adelante, con un tercer secuestrado, llamado Daniel Lastra los llevaron a una pequeña imprenta en el barrio de Constitución que estaba en un gran galpón a cargo del comisario Ara y empezaron a trabajar todos los días allí imprimiendo  revistas como La Gaceta Marinera y la revista Estado Mayor de la Opinión Pública, dirigida por Jorge Vago García y también en folletos. A las semanas comenzaron a editar el diario Convicción; García y Margari trabajaban juntos en la rotativa y Lastra estaba en película y en armado. No le decían a nadie acerca de su condición y cobraban por ventanilla un sueldo que debían devolver al retornar a sus alojamientos en la ESMA e incluso después que, meses después, pudieron ir a sus casas a estar con sus familias y a dormir, dentro del plan de recuperación de subversivos. En ocasiones eran llevados al Edificio Libertad, sede del Ministerio de Marina, a  trabajar en la producción de documentos falsos.